# Denis Perger
Denis Perger (ur. 10 czerwca 1993 w Ptuju) – słoweński piłkarz występujący na pozycji obrońcy w polskim klubie Lechia Gdańsk. Wychowanek NK Drava Ptuj, w swojej karierze grał także w takich zespołach jak FC Koper, SC Freiburg II oraz Wehen Wiesbaden. Były młodzieżowy reprezentant Słowenii.